# 21921 Camdenmiller
21921 Camdenmiller este un asteroid din centura principală de asteroizi.

## Descriere
21921 Camdenmiller este un asteroid din centura principală de asteroizi. A fost descoperit pe 3 noiembrie 1999 la Socorro, New Mexico, în cadrul proiectului LINEAR. Asteroidul prezintă o orbită caracterizată de o semiaxă mare de 2,29 ua, o excentricitate de 0,17 și o înclinație de 4,8° în raport cu ecliptica.